# バックスグループ
株式会社バックスグループ（英文表記：Backs Group Inc.）は、東京都豊島区東池袋に本社を持つ労働者派遣会社。博報堂の完全子会社である。

## 沿革
- 1989年（平成元年）4月 有限会社バックス設立。
- 1992年（平成4年） 12月 株式会社に改組、株式会社バックスプロモーションに改称
- 1995年（平成7年）10月 有限会社ギガジャパン（後の、株式会社ギガジャパン）を設立
- 1999年（平成11年）11月 子会社の株式会社スマートを設立し、労働者派遣業務に進出
- 2000年（平成12年）
  - 7月 株式会社バックスプロモーションを株式会社バックスグループに改称
  - 7月 子会社として、エンタテインメントコモンズを設立
- 2008年（平成20年）
  - 10月 子会社のギガジャパンとスマートを吸収合併
  - 12月 スマートコミュニケーションズを子会社化
- 2011年（平成23年）
  - 12月 株式会社博報堂が株式公開買付けの結果、議決権比率で93.55%の株式を取得[2]。
- 2012年（平成24年）
  - 3月 博報堂の完全子会社となり、大証・ジャスダック(スタンダード)の上場を廃止。